# Шик, Ота
Ота Шик (чеш. Ota Šik; 11 сентября 1919[…], Пльзень, Пльзень-город[…] — 22 августа 2004[…], Санкт-Галлен) — чехословацкий экономист и политик, вице-премьер ЧССР в 1968, один из лидеров Пражской весны. Участник антинацистского Сопротивления, узник концлагеря Маутхаузен. Автор экономической программы чехословацких реформ в духе рыночного социализма, идеолог экономической демократии и социалистического «третьего пути». Экономический советник президента Чехословакии Вацлава Гавела в 1990. Профессор швейцарского Университета Санкт-Галлена.

## Сопротивление и концлагерь
Отец — еврей, мать — чешка. Учился в немецкой школе. В 1933 поступил в пражскую Академию художеств, но не смог её окончить. С 17 лет зарабатывал на жизнь, одновременно продолжал заниматься живописью.
В 1939, после нацистской оккупации Чехословакии, примкнул к Сопротивлению. С 1940 член коммунистической партии. На следующий год был арестован гестапо и направлен в концлагерь Маутхаузен. Отбывал заключение вместе с будущим главой КПЧ и ЧССР Антонином Новотным и отцом будущего лидера Пражской весны Стефаном Дубчеком. В 1945 освобождён американскими войсками.

## Экономика Пражской весны

### Подготовка реформ
Ота Шик являлся видным экономистом коммунистического направления. В 1961 он был назначен директором Института экономики Чехословацкой академии наук. С 1962 — член ЦК КПЧ. Выступал против догматичного копирования советской экономической модели, состоял в комиссии по подготовке экономических реформ (планы такого рода готовились задолго до Пражской весны, ещё при правлении Новотного).

Шик стал активно пробивать идею радикальных экономических преобразований, не обращая внимания ни на какие препятствия. Наверное, с этого момента именно он мог считаться лидером чехословацких реформ, несмотря даже на свой относительно невысокий пост в государственной иерархии. В 1966 г. на очередном съезде КПЧ Шик во время своего выступления вышел за рамки собственно экономических реформ и сделал предложение о необходимости политической демократизации общества. Сидящий в президиуме съезда Брежнев оказался откровенно шокирован теми овациями, которые были вызваны выступлением малоизвестного ему чешского ученого.

Дмитрий Травин
В апреле 1968 новый генеральный секретарь ЦК КПЧ Александр Дубчек назначил Шика вице-премьером и координатором экономических реформ. Теоретическим обоснованием разрабатываемой экономической модели стала опубликованная в 1964 книга Шика «К проблематике социалистических товарных отношений» («K problematice socialistických zbožních vztahů»).

### Самоуправленческий гуманизм
Свою экономическую концепцию Ота Шик характеризовал как «третий путь (альтернативный капитализму и социализму советского типа) экономической демократии». Доктрина основывалась на следующих основных принципах:
- максимальное развитие производственного самоуправления в промышленности
- учёт рыночных факторов при ценообразовании
- расширение прав предприятий в распоряжении прибылью
- индикативный характер центрального макроэкономического планирования
- активная антимонопольная политика

При такой общеэкономической среде Шик считал второстепенным вопрос о формальной принадлежности предприятия. Бенефициарами производства в его концепции выступают работники предприятий и общество в целом, совмещаются позитивные черты социалистической и капиталистической экономики при устранении негативных. При этом подчёркивалась значимость человеческого фактора, гуманистический характер концепции.
Эффектным шагом Шика стала публикация ранее скрываемой статистики, свидетельствовавшей о сильном отставании уровня жизни в Чехословакии от соседней Австрии (во времена Австро-Венгерской империи Чехия была более развитой областью). Этим обосновывалась необходимость проведения предложенных реформ. Была поставлена задача догнать Австрию по основным показателям в течение четырёх лет.

### Теория вне практики
Реформаторские предложения Шика выглядели по тем временам смелыми и далеко идущими. Из всех представителей дубчековского руководства именно Ота Шик впоследствии подвергался наиболее жёсткой критике в советской пропаганде — как «правый ревизионист» и «реставратор капитализма». Однако впоследствии экономическая идеология Пражской весны стала считаться «наивной». Некоторые её тезисы были испытаны в СССР в период горбачёвской Перестройки и дали эффект, во многом обратный ожидаемому. Попытки совместить плановые начала с рыночными на основе самоуправления при доминировании государственной собственности обычно рассматриваются как малопродуктивные.

Программа главного экономического идеолога весны Оты Шика, заклейменная в качестве крайне ревизионистской, не шла дальше развития принципов рабочего самоуправления, децентрализации и внедрения прогрессивных моделей хозрасчета… Вопрос о природе собственности вообще не ставился… Возможно, партийно-хозяйственная номенклатура ЧССР была несколько более полированной, чем их советские собратья (хотя от чтения мемуаров такого впечатления не возникает), так ведь и в СССР в 1988 году часть номенклатуры шла по пути реформ, часть — по пути торможения, часть выжидала и колебалась вместе с линией партии, но никто еще всерьез не воровал — и кто бы мог вообразить, какими недюжинными талантами по этой части прославят себя неприметные (или даже прогрессивные) с виду номенклатурщики спустя всего два-три года.

Максим Соколов

При этом предложения Ота Шика практически не претворялись в жизнь. Экономическое реформирование в Чехословакии 1968 года не продвинулось дальше оживлённых дискуссий на эту тему. Причина заключалась не только в нехватке времени, но и в серьёзном сопротивлении со стороны значительной части партгосаппарата, не желавшего уступать какие-либо полномочия в сфере хозяйственного управления. Единственным конкретным результатом новой экономической политики стало появление в Праге частных такси.
В момент интервенции Варшавского договора Ота Шик находился в отпуске в Белграде. Под угрозой ареста он не стал возвращаться в Чехословакию. Эмигрировал в Швейцарию, преподавал экономику в Базеле, Манчестере, Санкт-Галлене. Написал ряд книг по экономике демократического социализма.

## Эволюция взглядов
После Бархатной революции 1989 Ота Шик был приглашён в Прагу и назначен экономическим советником президента Вацлава Гавела. Однако ему не удалось оказать сколько-нибудь серьёзное влияние на экономическую политику. Реформы осуществлялись по модели Вацлава Клауса, основанной на экономическом либерализме, монетаризме и приоритете частных инвесторов, а не трудовых коллективов.
Ота Шик вернулся в Швейцарию, где оставался до конца жизни. Являлся профессором экономики Университета Санкт-Галлена.

## Частная жизнь
Увлечением Оты Шика была живопись, он провёл несколько выставок своих работ в Праге и Цюрихе.
Один из его сыновей, театральный режиссёр и художник Иржи Полак, живёт в Берлине. Другой — архитектор Мирослав Шик — профессор Швейцарской высшей технической школы Цюриха.

## Сочинения
- Экономика. Интересы. Политика = Ekonomika. Zajmy. Politika. / Под ред. и со вступ. статьей (с. 5-36) Я. А. Кронрода. — М.: Прогресс, 1964. — 508 с.
- К problematice socialistických zboznich vztahu. — Praha, 1964.
- Plán a trh za socialismu. Vydání třetí. — Praha: Academia, 1968.
- «Третий путь: марксистско-ленинская теория и современное индустриальное общество» (1972)
- «К гуманной экономической демократии» (1979)
- «Коммунистическая система власти» (1981)
- «Экономические системы» (1989)
- Весеннее возрождение — иллюзии и действительность = Jarní probuzení — iluze a skutečnost. — М.: Прогресс, 1991. — 392 с.